# Drawno (stacja kolejowa)
Drawno – nieczynna stacja kolejowa w Drawnie, w Polsce, w województwie zachodniopomorskim, w powiecie choszczeńskim, w gminie Drawno.